# Стандардни мандарински језик
Стандардни мандарински, такође познат и као стандардни кинески, модерно стандардни мандарински или само мандарински, је службени кинески говорни језик који се користи у континенталној Кини и на Тајвану, и један је од четири службена језика у Сингапуру.
Фонологија стандардног мандаринског језика се заснива на мандаринском дијалекту који се говори у Пекингу и делом у бројним кинеским дијалектима који се говори широм северне и југозападне Кине.
Вокабулар је углавном извучен из овог дијалекта. Граматика је стандардизована на основу модерних књижевних дела написаних у домаћем кинеском језику, што у пракси следи исту традицију мандаринског дијалекта са неким изузецима. Као резултат тога, стандардни мандарински језик се најчешће назива мандарински у лаичкој употреби. Међутим, лингвисти користе назив мандарински само када говоре о целом језику.

## Домаћа имена
Стандардни мандарински језик је службено познат:
- у континенталној Кини, Хонгконгу и Макау као путунхуа[2] (упрош: 普通话; трад: 普通話; пин: pǔtōnghuà; досл. 'уобичајени говор'[3])
- у Тајвану, (и незванично у Хонгконгу) као гуоју или квок-ју (упрош: 国语; трад: 國語; пин: guóyǔ; досл. 'национални језик')
- у Малезији и Сингапуру као хуају (упрош: 标准华语; трад: 標準華語; пин: biāozhǔn huáyǔ; досл. 'Стандардни кинески језик (у културном смислу)')

У осталим деловима света, та три имена се користе различито.
Назив гуоју је службено признат 1909. године, када је династија Ћинг изабрала стандардни мандарински за „национални језик“. Назив путунхуа такође има дугу, иако неслужбену, историју. Кориштен је већ 1906. године у списима Џу Венсјунга (朱文熊) да разликује модерни стандардни језик од класичног кинеског језика и кинеских дијалеката.
За неке лингвисте од раног 20. века, путунхуа или „заједнички језик“, се разликује од гуоју-а или „националног језика“. Први је национални дијалекат или језик, док је други био правни стандард. Темељем заједничког разумевања у то време, та два језика су у ствари била доста различита. Гуоју је схваћен као формални кинески дијалекат, који је био близу класичног кинеског језика. Са друге стране, путунхуа је схваћен као „заједнички говор модерног човјека“, који је био говорни језик усвојен као национална лингва франка за обичне употребе. Употреба појма путунхуа од лево-наслоњених интелектуалаца као што су Ћу Ћубај и Лу Сјин су утицали на владу Народне Републике Кине, да усвоји тај појам за описивање стандардног мандаринског језика 1956. године. Прије тога, влада је користила те појме заменљиво. Употреба појма „Хању“ или језик Хан народности, Совјетски Савез даје слику на кинеску етничку политику о Кини који је замишљен као један народ са више националности, и Хању је језик већинске народности Хан.
Термин хуају, или „језик кинеског народа“, оригинално је значио „кинески језик“, и користили су га прекоморске заједнице за разликовање кинеских дијалекти према страним језицима. Временом, жеља да се уведе стандардизација разноликих кинеских језика кориштен у тим заједницама је довело до усвајања назива „хуају“ које се односи на стандардни мандарински језик. Тај назив такође избјегава да одабира страну између алтернативних назива путунхуа и гуоју, која су добили политичка значења када су се њихове употребе поделиле на политичке линије између Народне Републике Кине и Републике Кине. То такође најчешће укључује појам да мандарински језик није национални или заједнички језик у подручјима у којима Кинези живе у иностранству.

## Историја
Кинески језици су увек имали дијалекте. Престижни дијалекти су увек постојали, и лингва франка су увијек била потребна. Конфучије, на примјер, користи јајан (кин: 雅言; пин: yǎyán), или „елегантни говор“, него некњижевни регионални дијалекат, за текст током Хан династије и односио се на тонгју (кин: 通语; пин: tōngyǔ), или „заједнички језик“.
Династија Минг (1368—1644) и династија Ћинг (1644—1912) је почела користити термин гуанхуа (кин: 官话; пин: guānhuà), или „службени говор“, које се односи на говор који је био кориштен у судовима и двору. Израз „мандарински“ долази директно од Португалаца. Ријеч мандарин је први пут кориштен за име кинеских бирократских службеника (тј., Мандарин), јер су Португалци, под заблудом да санскритска ријеч (мантри или ментри) која је кориштена у цијелој Азији за означавање „службену“ имао неке везе са португалском ријеч „мандар“ (да наредиш некоме да учинити нешто), посматрајући да су сви ови службеници „издавали наређења“, изабрали да их називају мандарини. Од овога, Португалци су одмах почели звати ове посебне језике, који су ти службеници говорили међу собом (на примјер, „Гуанхуа") „језик Мандарина“ или једноставно „мандарински језик“. Чињеница да је Гуанхуа, до одређене мјере, један вештачки језик, на темељу скупа конвенције (која је, у разним мандаринским дијалектима за граматика и смисао, и одређене дијалекте империјалног суда за свој говор), је управо што га чини таквим одговарајући термин за модерни стандардни кинески језик (мандарински и разних дијалекта за граматику и значења), те њихов пекиншки изговор.
Чини се да је током раних дијела тог периода, стандард заснован на мандарински нанђиншки дијалекат, али касније на пекиншки дијалект и постаје све утицајнији, упркос мјешавина службеника и обичних људи које говоре различитих дијалекта у главном граду, Пекингу. У 17-том вијеку, поглавари су поставили Ортоепијне академије (кин: 正音書院; пин: Zhèngyīn Shūyuàn) у покушају да се изговор стандардизује на пекиншки дијалект. Али ови покушај је имао мали успјех. Чак је крајем 19. вијека, цар имао потешкоћа у разумевању неких својих министара у двору, који нису увек пратити било који стандардни дијалект. Чак и раног 20. вијека, положај нанђиншког мандаринског дијалекта је био виши него пекиншки дијалект за неке у двору и стандард Кинески поштански систем романизације постављен 1906. године је имао много правописа са елементима нанђиншког дијалекта. Ипак, 1909. године, династија Ћинг је основала пекиншки дијалект као гуоју (кин: 国语; пин: guóyǔ), или „национални језик“.
Након што је Република Кина основана 1912. године, било је више успјеха у промицању заједничког народног језика. А Комисија за Уједињење Именица се састала са делегатима из цијеле земље. То је било први покушај да се уведу стандардни дијалект са елементима из регионалних дијалеката. Али, то је био процењено да ће се то тешко унапредити, и у 1924. години овај покушај је био напуштен и пекиншки дијалект је постао главни дијалект стандардног националног изговора, обзиром на статус који је тај престижни дијалект имао у Ћинг династији. Елементи осталих дијалекта и даље постоји у стандардном језику, али као реткост.
Народна Република Кина основана 1949. године, наставила је напор. У 1955. години, назив гуоју (guóyǔ) је замењен путунхуа (кин: 普通话; пин: pǔtōnghuà), или „заједнички говор“. (За разлику, назив гуоју и даље користи Република Кина које после пораза у Кинеском грађанском рату 1949. године, имала територију Тајвана, Пескадореса, Кинмена, Острво Матсуа, и још мањих острва. Од тада, стандарди који се користе у Народној Републици Кини и Тајвану су се мало одвајали, посебно код новијих вокабуларних појмова, и мало у изговору.
На наступу 20. вијека, многе дубоке промјене у стандардном мандаринском језику су се виделе. Многе формалне, уљудне и понизне речи које су биле у употреби у царској Кини су готово у цјелости нестали у свакодневном разговору у савременом стандардом мандаринском језику, као што су ђиан (贱, jiàn, „мој понизан“) и гуи (贵, guì, „ваше часно“).
Министра за образовно одељење у Народној Републици Кини је дефинисао назив путунхуа у октобру 1955. године овакво: „путунхуа је заједнички говорни језик у модерној Хан групи, лингва франка свих етничких скупина у земљи. Стандардни изговор за путунхуа се темељи на пекиншком дијалекту, путунхуа се темељи на сјеверни дијалект [тј. мандарински дијалект], и граматичка правила су моделиране на дијалектима који се користе у модерној кинеској књижевној класици.“
У обе земље Народној Републици Кини и Тајвану, коришћење стандардног мандаринског језика као медиј инструкција у образовном сису, и у медијима је допринело ширењу стандардног мандаринског језика. Као резултат тога, стандардни мандарински језик се сада говори течно код већина људи у континенталној Кини и Тајвану.
У Хонгконгу и Макаоу, који су сада посебне административне регије Народне Републике Кине, стандардни кантонски језик је главни језик код већине становништва, због историјских и језичних разлога. Након преноса суверенитета Хонгконга од Британије и предаје Макаоа од Португала, стандардни мандарински језик је постао да буде само мало више разумљен (али још увек није широко кориштен), те се користи од стране владе да те две територије комуницирају са централном владом Народне Републике Кине. Међутим, кантонски језик остаје службени језик владе Хонгконга и Макаоа кад не комуницира са континенталном Кином.

## Фонологија
Стандардизована фонологија стандардног мандаринског језика је објашњена у наставку. Репродукција широко варира међу говорницима, и сви (укључујући и националне вође) нехотице уводе елементе њихових властитих матерних наречја. Супротно, телевизијски и радио спикери су изабрани за говор за њихове тачне и „неутралне“ акценте.

### Сугласници
Следећи је попис сугласника стандардног мандаринског језика, који су представљени у Међународној фонетској алфабети (ИПА):
|              | Билабијални | Билабијални | Лабио- дентални | Лабио- дентални | Алвеоларни | Алвеоларни | Ретрофлексни | Ретрофлексни | Алвеоло- палатални | Алвеоло- палатални | Веларни | Веларни |
| Назали       |             |             |                 |                 |            |            |              |              |                    |                    |         |         |
| Плозиви      |             |             |                 |                 |            |            |              |              |                    |                    |         |         |
| Африкативи   |             |             |                 |                 |            |            |              |              |                    |                    |         |         |
| Фрикативи    |             |             |                 |                 |            |            |              | 1            |                    |                    |         |         |
| Апроксиманти |             |             |                 |                 |            |            | 1            | 1            |                    |                    |         |         |

Сви осим  се појављују као први глас слога (као „иницијали“), док само , , и  се појављују као завршетак слога.
1. је често транскрибован као  (звучни ретрофлексни фрикатив). Ово представља варијација у изговору међу различитим говорницима, него две различите фонеме.
2. и  су у комплементарној дистрибуцији, први нађен само као први глас слога и задњи само као завршетак слога.

Што се традиционално зове ретрофлекс нису праве фонетске ретрофлексне артикулације. Ови сугласници су заправо, равни апикални посталвеоларни, и тиме се разликују од обе палатоалвеоларне и (праве) ретрофлексне сугласнике.
Алвеоло палатални сугласници  су у комплементарној дистрибуцији (види минимални пар) са алвеоларним сугласницима , ретрофлексним сугласницима  и веларним сугласницима , од којих они историјски произилазе. Као резултат тога, лингвисти воле да сврстају  као алофоне од остале три серије. Јејл и Вејд-Џајлс латинизације углавном третирају палаталне сугласнике као алофоне ретрофлексних сугласника. Тонгјонг пинјин их углавном третира као алофоне алвеоларних (надзубних) сугласника, и кинеска брајева азбука их третира као алофоне веларних сугласника (задњонепчана).
 може бити изговорен као , који је карактеристичан говор младих жена, али и неких мушкарца. Ово се обично сматра донекле женствено и може се сматрати подстандардно.
Празни иницијали, писани као апостроф у средини пинјин речи, најчешће се реализује као , али  су чести унестандардним дијалектима мандаринског.
Друге одговарајуће таблице:
- Пинјина
- Бопомофоа
- Гвоји Ромадзиха

### Самогласници
Мандарински језик има око 6 самогласника. Фонетички, следећи гласови који се могу издвојити:
- , у секвенцијама .
- , у .
- , у  (и ускличник ).
- , у , и као  после .
- , (у ускличник ).
- , у .
- , у .
- , као голо језгро слога , [упркос транскрипције, није заправо слоговни фрикатив] који се само појављује након алвеоларног шуштавца; понекад изговорен као.
- , као голо језгро слога , који се само појављује након ретрофленсних шуштавца; понекад изговорен као .
- , у .
- , у .
- , у .
- , у .

Ово показује четрнаест различитих самогласника. Уз врло конзервативним стандардима, ово представља систем од осам фонема:  и 
Међутим, средњи самогласници , , и  су у комплементарној дистрибуцији, и стога третирани као један фонем .
Изузеци су голи самогласници  и , који служе само као узвик и могу се третирати као ван осногног система, где проистиче систем са 6 самогласника.
Било би могуће да се споје  и , који су историјски повезани, јер су они такође у комплементарној дистрибуцији, под условом да серија алвеоло-палаталних и ретрофнексних сугнасника нису сами спојени. Резултат је систем од пет самогласника , , ,  и .

### Слогови
Мандарински слогови имају максимални облик , где први C је почетни сугласник; G је један од прелазних гласова (глајдова) ; V је самогласник (или двоглас); груги C задњи глас слога,  (ако двогласи  су рашчлањени као V) или  (ако нису); и  је тон.
Не рачунајући тонске разлике или ротички задњи глас слога, има 35 финала у мандаринском језику. Они се могу видети:
- Пинјин
- Бопомофо
- Гвоји Ромадзи

Табеле важећих почетних и завршних комбинација може се видети на страницама:
- Пинјин табела
- Бопомофо табела

### Ротички задњи глас слога
Стандардни мандарински језик такође користи ротички сугласник, . Ова употреба је јединствено својство стандардног мандаринског, остали дијалекти немају овај звук. У кинеском, ово својство се зове Ерхуа. Има два случаја у којем се користи:
1. У малом броју речи, као што је 二 (èr, „два“), 耳 (ěr, „уво“), итд. Све ове рели су изговорене  без икаквог почетног сугласника.
2. Као именични суфикс -兒/-儿 (-r). Суфикс се спаја са финалом, и регуларне али сложене промене се дешавају као резултат.

Финал „р“ (пин: r) мора да се разликује од ретрофлексног сугласника писан  у пинјину и  у ИПА-у.
Реченица: „我女兒入醫院/我女儿入医院“ (Wǒ nǚ'ér rù yīyuàn, „Моја ћерка је ушла у болницу“) има први р изговорен са релативно лабавим језиком, где друго  подразумева активна ретракција језика и контакт са врхом уста.
У другим дијалектима мандаринског, ротички сугласник је понекад замењен са другим слогом, као што је ли, у речима где показују места. На пример, 這兒/这儿 (zhèr, „овде“) и 那兒/那儿 (nàr, „онде“) постају 這裡/这里 (zhèli) и 那裡/那里 (nàli), односно.

### Секвенца „ки-“
До пре неколико векова, неке мандаринске кинеске речи су почињали са редоследом звука „ки-“ или „ги-“ (Вејд-Џајлс: "k'i-" и "ki-"). Ово се променили у задња два или три века на „ћи-“ и „ђи-“, различитих временима у различитим областима, али не у дијалекту који се користио у царском двору Манџурске династије. Зато поједине европске транскрипције кинеских имена садрже „ки-“. Примјери су: Пекинг за „Беиђинг“, „Фукиен“ за Фуђен.

### Тонови
Мандарински, као и сви кинески дијалекти, је тонски језик. То значи да се тонови, баш као и сугласници и самогласници, користе како би се разликовале речи једне од других. Многи странци имају потешкоће да разуму тонове сваког лика, али тачан звучни изговор је битан за разумевање јер постоји огроман број речи у језику који се разликује само по тону (тј. су минимални парови с обзиром на тон). Сљедећа су 4 тона у стандардном мандаринском језику:
| Назив тона        | Јин пинг | Јанг пинг | Шанг     | Ћу   |
| ----------------- | -------- | --------- | -------- | ---- |
| Број тона         | 1        | 2         | 3        | 4    |
| Пинјин дијакритик | ā        | á         | ǎ        | à    |
| Контура тона      | (55)     | (35)      | (1, 214) | (51) |
| ИПА дијакритик    |          |           |          |      |

1. Први тон, или високи тон, равни тон или висок раван тон[3] (кин: 陰平/阴平; пин: yīnpíng; досл. 'јин ниво'):
један непрекидан висок звук, као да би пјевао умјесто говорио.
2. Други тон, или узлазни тон[3] (кин: 陽平/阳平; пин: yángpíng; досл. 'јанг ниво'), или лингвистичко, високо-узлазни тон:
је звук који се диже од средњег-тона на високи.
3. Трећи тон, или нискосилазно-узлазни тон или силазно-узлазни тон[3] (кин: 上聲/上声; пин: shǎngshēng или shàngshēng, букванло „тон који се пење“):
тон који се спушта па се диже.
4. Четврти тон, или високо-силазни тон или силазни тон[3] (кин: 去聲/去声; пин: qùshēng; досл. 'одсутан тон'):
значајни оштар пад са високог на ниски степен, те је краћи тон.

Слог „ма“, изговорен у четири главна тонаⓘ

#### Неутрални тон
Такође се зове пети тон или нулти тон (кин: 輕聲/轻声; пин: qīng shēng; досл. 'лак тон'), неутрални тон се понекад сматра као недостатак тона.
Он обично долази на крају ријечи или израза, те је проглашен у лак и кратки начин.
Неутрални тон има велики број висина. Његова висина готово потпуно зависи од тона у слогу који му претходи.
Ситуација је додатно компликована по износу дијалектичне варијације повезане са њим, у неким крајевима, особито у Тајвану, неутрални тон је релативно риједак.
Упркос бројним примјерима „минималних парова“ (на примјер: 要是 и 钥匙, yàoshì „ако“ и yàoshi „кључ“, односно), он је понекад описан као нешто друго него пуноправни тон због техничких разлога: наиме неки лингвисти мислите да је то један од резултата „разношења“, тона на претходном слогу.
Ова идеја је привлачна, интуитивно, јер без ње, неутрални тон захтијева релативно сложен тонски санди правила да се разуме; штавише, он би требало да има 4 одвојене висине, по једну за сваки од четири тона који би могао да му претходити.
Међутим, теорија „разношења“ непотпуно описива неутрални тон, посебно у секвенцији где се више од једне неутралне тонске слоге налазе у сусједу.
Сљедеће су из пекиншког дијалекта. Остали дијалекти могу бити мало друкчији.
| Тон првог слога | Висина неутралног тона | Примјер | Пинјин | Српско значење |
| --------------- | ---------------------- | ------- | ------ | -------------- |
| 1               | (2)                    | 玻璃 () | bōli   | стакло         |
| 2               | (3)                    | 伯伯 () | bóbo   | ујак           |
| 3               | (4)                    | 喇叭 () | lǎba   | рог            |
| 4               | (1)                    | 兔子 () | tùzi   | зец            |

#### Тонски санди
Изговор такође зависи од контекста у складу са правилима тонских санди.

Најистакнутијих феномен овог типа је када постоје два трећинска тона у непосредној секвенцији, у којем случају прва од њих промјени се на узлазни тон, други тон. У књижевности, ова контура се често назива двотрећински тон или пола-трећинска тона, иако уопштено, у стандардном мандаринском, „двотрећински тон“ је исти као и други тон. Ако постоје три трећег тона у серији, тонски санди правила постају сложенији, и зависе од граница ријечи, нагласка, и дијалектних варијација.

##### Тонски санди правила на први поглед
1. Када постоје два 3. тона за редом, први слог постаје 2. тон, а други слог постаје пола-3. тона.
примјер: 老鼠 (lǎoshǔ) постаје
2. Када постоје три 3. тона у реду, ствари постају мало више компликована.
Ако је прва реч два слога, а друга реч један слог, прва два слога постају 2. тонови, а задњи слог остаје 3. тон:
примјер: 保管好 (bǎoguǎn hǎo) постаје 
Ако је прва реч један слог, а друга реч два слога, први слог постаје пола-3. тона, други слог постаје 2. тон, и посљедњи слог остаје 3. тон:
примјер: 老保管 (lǎo bǎoguǎn) постаје
3. Ако је 3. тонски слог праћен не 3-ћим тонским слогом, први слог постаје пола 3-ћег тона:
примјер: 美妙 (měimiào) постаје

##### Правила за „一“ и „不“
„一“ (yī) и „不“ (bù) имају посебна правила која се не примјењују на другим кинеским знаковима:
1. Када је испред 4-тог тонског слога „一“ постаје 2. тон.
примјер: 一定 (yīdìng) постаје
2. Када је испред не 4-тог тонског слога „一“ постаје 4. тон.
примјер: (1. тон): 一天 (yītiān → yìtiān )
примјер: (2. тон): 一年 (yīnián → yìnián )
примјер: (3. тон): 一起 (yīqǐ → yìqǐ )
3. Када „一“ пада између двије ријечи он постаје неутрални тон.
примјер: 看一看 (kànyīkàn) постаје kànyikàn.
4. Када се броји секвенцијално, и за све друге ситуације, „一“ задржава своју коријенску тон вриједност 1. тона. Ово укључује када 一 се користини на крају вишесложне речи (без обзира на први тон следеће речи), и када је 一 одмах после било које цифре, укључујући и други 一. Стога 一 такође задржава коренску тон вредност 1. тона у оба слога речи „一一“. Међутим, ово не укључује ситуације где 一一 је дио дуже речи као 一一对应 или 一一如命 (ово су изговорене yìyíduìyìng и yíyìrúmìng, али су писане yīyīduìyìng и yīyīrúmìng). Реч 不一一 (која значи „нећу ићи у детаље“) је изговорена друкчије зависи от тога дали говорници тумаче је да садржи 一一 као саставну реч.
5. Када 一 је дио кардиналног броја он је изговорен као 4. тон када је прије 千 или 百, али у редном броје он је изговорен као 1. тон у овом контексту.
6. „不“ постаје 2. тон само када слиједи слог 4. тона.
примјер: 不是 (bùshì) постаје
7. Када „不“ долази између двије речи, он губи свој тон (постаје неутрални тон).
примјер: 是不是 (shìbùshì) постаје shìbushì

#### Однос измеђусредњим кинескими модерним тоновима
= Неартикулисан почетни сугласник

 = сонантни почетни сугласник

 = Артикулисан почетни сугласник (није сонант)
| Средњи кинески тон               | Пинг (平)          | Пинг (平)           | Пинг (平)           | Шанг (上)    | Шанг (上)    | Шанг (上)  | Ћу (去)    | Ћу (去)    | Ћу (去)    | Ру (入)                   | Ру (入) | Ру (入)       |
| Средњи кинески почетни сугласник | V-                 | L                   | V+                  | V-           | L            | V+         | V-         | L          | V+         | V-                        | L       | V+            |
| Назив средњег кинеског тона      | Јин пинг (陰平, 1) | Јанг пинг (陽平, 2) | Јанг пинг (陽平, 2) | Шанг (上, 3) | Шанг (上, 3) | Ћу (去, 4) | Ћу (去, 4) | Ћу (去, 4) | Ћу (去, 4) | прерасподељења без фигура | до ћуа  | до јанг пинга |
| Облик средњег кинеског тона      | 55                 | 35                  | 35                  | 214          | 214          | 51         | 51         | 51         | 51         | прерасподељења без фигура | до 51   | до 35         |

Ако два морфема од сложенице не могу се распоредити граматиком, онда ред тих два се обично одређује тоном — Јин пинг (1), Јанг пинг (2), Шанг (3), Ћу (4), и Ру, који је тон крајнег запорника који је већ нестао. Испод су неге сложенице које приказује ово правило. Тонови су приказани у заградама, и R означује Ру.
-{左右 (34)

南北 (2R)

輕重 (14)

貧富 (24)

凹凸 (1R)

喜怒 (34)

哀樂 (1R)

生死 (13)

死活 (3R)

陰陽 (12)

明暗 (24)

毀譽 (34)

褒貶 (13)

離合 (2R)}-

## Улога стандардног мандаринског језика
Од службеног гледишта, стандардни мандарински служи у сврху лингве франке–начин да говорници неколико међусобно неразумљивих језика Хан Кинеза, као и кинеских мањина, да међусобно комуницирају. Сам назив путунхуа, или „заједнички говор“, ојачава ову идеју. У пракси, међутим, зато што је стандардни мандарински језик „јавна“ лингва франка, други језици или дијалекти, Хана и осталих, показали су знакове губљења говорника од стандардног мандаринског језика, која је велика жалост појединих локалних културних заговорника.
У Тајвану гвоју (национални језик) наставља да буде званични термин за стандардни мандарински. Термин гвоју ретко се користи у континенталној Кини, јер проглашавајући стандард на бази пекиншког дијалекта за народни језик би се сматрало неправедно другим кинеским дијалектима и етничким мањинама. Термин путунхуа (заједнички говор), напротив, подразумева ништа више од појма лингве франке. Међутим, израз гвоју користи се међу многим старијим континенталним Кинезима, и исто тако је уобичајено у кинеским заједницама САД, чак и међу континенталницима. Неки у Тајвану, а посебно присталице Тајванске независности, стављају приговор изразу гвоју да се односи на стандардни мандарински, на основу тога што „нација“ која се односи на име језика је Кина и Тајван је или треба да буде независан. Они воле да се односе на мандарински језик са изразима „пекиншки дијалект“ или „џонгвен“ (кинеско писмо). Као и са многим стварима политике Тајвана, неки подржавају тај назив за управо исте разлоге на које други се противе.
У децембру 2004, прва анкета употреба језика у Народној Републици Кини је открила да само 53% свог становништва, око 700 милиона људи, могу да комуницирају у стандардном мандаринском језику.
Са брзим развојем Кине, кинески народ оставља своје сеоске завичаје за градове због запослења или могућности студирања, и због тога испит за процену мандаринског нивоа (普通话水平测试) је постао веома популаран. Већина дипломираних студента узму овај испит пре него што траже посао. Многе компаније захтевају потврду основног нивоа мандаринског језика од својих кандидата, осим кандидата који су рођени и одгајани у Пекингу, пошто се њихов ниво спретности верује да је својстено 1-A (一级甲等), тј. стопа грешака мања од 3%. А за остале, резултат 1-A је редак. Људи који добију 1-B (стопа грешака мања од 8%) се сматрају квалификовани да раде као телевизијски дописници или у станици емитовања. Са 2-A (стопа грешака мања од 13%) могу да раде као наставници кинеске књижевност у јавним школама. Даљи нивои укључују: 2-B (стопа грешака мања од 20%), 3-A (стопа грешака мања од 30%) и 3-B (стопа грешака мања од 40%).
Иако већина Кинеза не говоре стандардни мандарински са стандардним изговором, стандардни мандарински се разуме од скоро сваког.
Радни одбор за државни језик (кин: 国家语言文字工作委员会), основан 1985. године, има важну улогу да промовише стандардни мандарински језик и ниво спретности мандаринског кинеског за матерне говорнике.

## Обични изрази
| Српски                             | Кинески (Традиционални)     | Кинески (Упрошћен)   | Пинјин                                 |
| ---------------------------------- | --------------------------- | -------------------- | -------------------------------------- |
| Здраво                             | 你好                        | 你好                 | Nǐhǎo                                  |
| Како се зовеш?                     | 你叫什麼名字？              | 你叫什么名字？       | Nǐ jiào shénme míngzi?                 |
| Моје име је...                     | 我叫...                     | 我叫...              | Wǒ jiào...                             |
| Како си?                           | 你好嗎？                    | 你好吗？/ 你怎么样？ | Nǐ hǎo ma? / Nǐ zěnmeyàng?             |
| Ја сам веома добро, а ви?          | 我很好，你呢？              | 我很好，你呢？       | Wǒ hěn hǎo, nǐ ne?                     |
| Не желим то.                       | 不要。                      | 不要。               | Bú yào.                                |
| Хвала                              | 謝謝                        | 谢谢                 | Xièxiè                                 |
| Добро дошли! / Ви сте добро дошли! | 歡迎您！/ 不用謝！          | 欢迎您！/ 不用谢！   | Huānyíng nín! / bú yòng xiè!           |
| Да                                 | 是的                        | 是的                 | Shì de                                 |
| Не                                 | 不                          | 不                   | Bù                                     |
| Када?                              | 什麼時候？                  | 什么时候？           | Shénme shíhou?                         |
| Колико (новаца)?                   | 多少錢？                    | 多少钱？             | Duōshǎo qián?                          |
| Колико дуго (удаљеност)?           | 多長？                      | 多长？               | Duō cháng?                             |
| Може ли те говорити мало спорије?  | 您能講得再慢些嗎？          | 您能讲得再慢些吗？   | Nín néng jiǎng de zài màn xiē ma?      |
| Добро јутро!                       | 早上好！ (早安！ у Тајвану) | 早上好！             | Zǎoshang hǎo! (Zǎo an у Тајвану)       |
| Довиђења!                          | 再見！                      | 再见！               | Zàijiàn!                               |
| Како доћи до аеродрома?            | 去機場怎麼走？              | 去机场怎么走？       | Qù jīchǎng zěnme zǒu?                  |
| Желим летјети у Лондон осамнаестог | 我想18日坐飛機到倫敦        | 我想18日坐飞机到伦敦 | Wǒ xiǎng shíbā rì zuò fēijī dào Lúndūn |
| Колика је цијена до Минхена?       | 到慕尼黑需要多少錢？        | 到慕尼黑需要多少钱？ | Dào Mùníhēi xūyào duōshǎo qián?        |
| Мој кинески није тако добар.       | 我的中文講得不太好.         | 我的中文讲得不太好.  | Wǒ-de Zhōngwén jiǎng-de bú tài hǎo.    |